# Isla Timoteo Domínguez
Timoteo Domínguez, antiguamente conocida como Punta de Bauzá, es una isla de la región del Río de la Plata bajo soberanía uruguaya.
Según el Tratado del Río de la Plata firmado por la Argentina y el Uruguay en 1973, la isla Martín García permanece bajo soberanía argentina en aguas de uso común para ambos países, pero rodeada del sector del Río de la Plata cuyo lecho y subsuelo fue adjudicado al Uruguay por el tratado, por lo que las islas aluvionales que se formen en torno a Martín García son de jurisdicción uruguaya, siendo el caso de Timoteo Domínguez.
Esta isla comenzó a formarse hacia 1961 y originalmente se encontraba a pocos cientos de metros al norte de la isla Martín García, la cual está ubicada en aguas territoriales uruguayas, y pertenece a la Argentina. Debido a la sedimentación aluvional en la actualidad se encuentra unida a la isla Martín García, hecho que motivó el acuerdo del 18 de junio de 1988 entre los gobiernos de Argentina y Uruguay para establecer una frontera seca en la ahora isla Martín García-Timoteo Domínguez. Frente a la isla se encuentra la pequeña localidad oriental de Martín Chico, de la cual dista unos 8 km. Frente a la costa occidental de Timoteo Domínguez otros depósitos aluvionales crearon los islotes Hércules, actualmente fusionados y bajo soberanía uruguaya. El islote así formado se encuentra separado de Timoteo Domínguez por un canal de unos 50 m de ancho. Otro islote denominado Agustín Quirós, L. Salomón o isla Cañón, se formó a unos 600 m al este de Timoteo Domínguez frente a la punta Cañón de Martín García.

## La única frontera seca entre Argentina y Uruguay

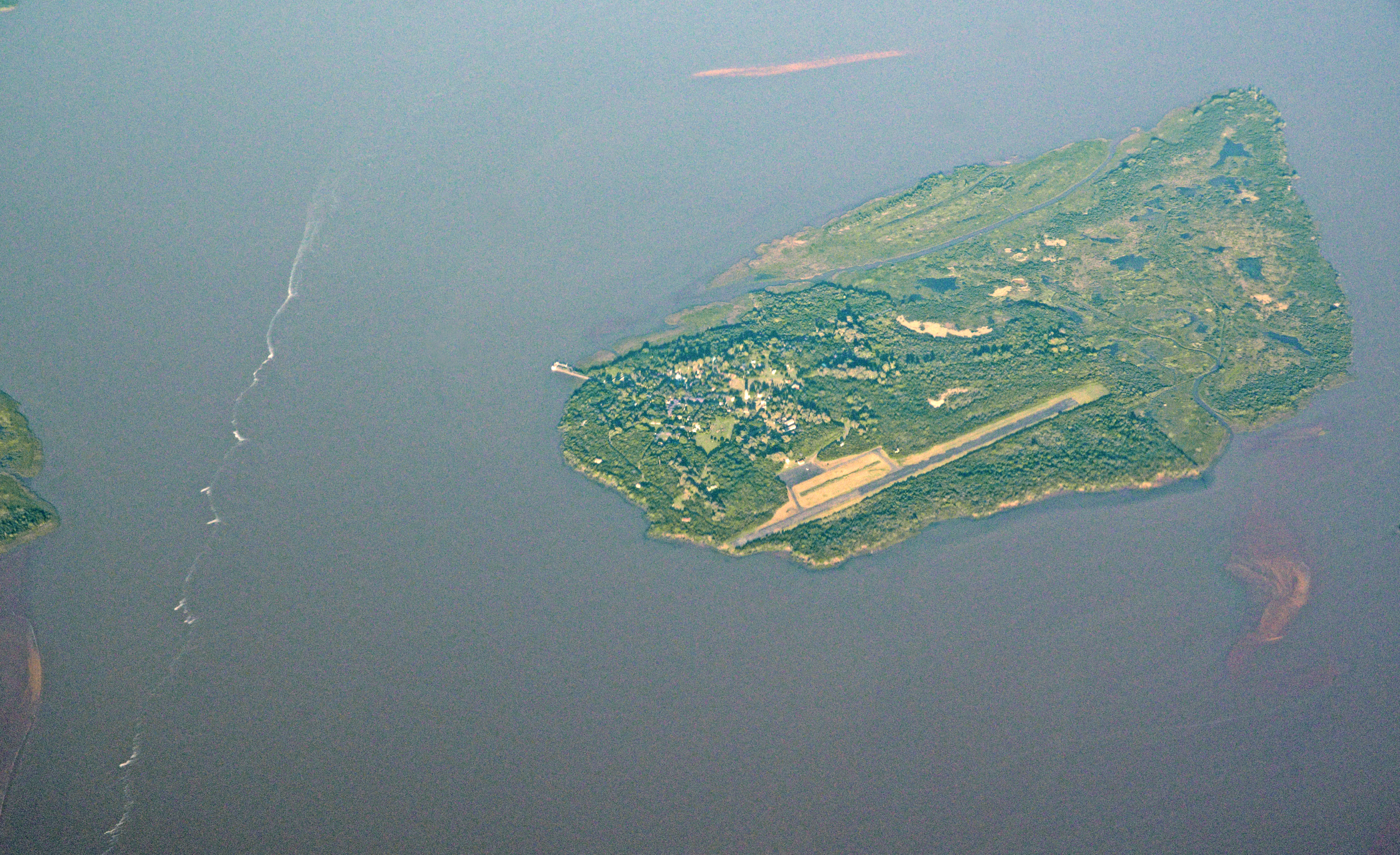
Vista satelital de ambas islas y de los islotes Hércules.

Según el artículo 46 del Tratado del Río de la Plata, al unirse la isla Martín García a otra isla, en los sectores costeros que no dan a los canales de Martín García y del Infierno, el límite binacional deberá seguir el perfil de la isla Martín García que resulta de la carta H-118 Segunda Edición 1972, confeccionada por la Comisión Mixta Argentino-Uruguaya de Levantamiento Integral del Río de la Plata, y publicada por el Servicio de Hidrografía Naval de la Argentina.
En la década de 1980, el arrastre aluvional de sedimentos, que son volcados por el río Paraná sobre el Río de la Plata, terminó por unir las islas Timoteo Domínguez y Martín García. La labor de identificar por donde debería correr la frontera internacional le fue encomendada a la Comisión Administradora del Río de la Plata, la cual resolvió la demarcación. El 19 de junio de 1988 en la Cancillería argentina se firmaron las notas reversales del protocolo sobre la demarcación del límite entre las islas Martín García y Timoteo Domínguez, las que fueron rubricadas por el ministro de relaciones exteriores de la Argentina Dante Caputo y su par del Uruguay Luis Barrios Tassano. Este pequeño tramo limítrofe constituye la única frontera terrestre entre ambos países.
Al ser la isla Timoteo Domínguez parte íntegra del territorio continental de Uruguay, pertenece al departamento de Colonia; el cual de esta forma limita con la provincia de Buenos Aires, teniendo en cuenta que la isla Martín García también es considerada parte integral de la plataforma continental de Argentina.
Por otro lado, el Uruguay le reclama al Brasil la isla Brasilera ya que el tramo del río Uruguay en que se encuentra se halla sin delimitar entre la Argentina y el Uruguay, lo cual de definirse el límite tripartito según la pretensión uruguaya y posteriormente delimitarse al norte de la isla con la Argentina, podría dar lugar a una segunda frontera seca entre el Uruguay y la Argentina.